# Hidrenídeos
Hidrenídeos (Hydraenidae) são uma família de insectos coleópteros, com 9 géneros e 206 espécies. São aquáticos, de pequenas dimensões e têm uma distribuição global.
O seu tamanho oscila entre 1 e 3 mm (algumas espécies alcançam 7 mm). As antenas têm forma clavada.
Vivem em cursos de água ou tanques, em locais com abundante vegetação. Deslocam-se caminhando e não nadando. As larvas não são aquáticas, mas vivem em locais húmidos. A maioria são fitófagos, poucas espécies são saprófagas ou predatórias.

## Subfamílias
Possui as seguintes subfamílias:
- Hydraeninae
- Ochthebiinae
- Orchymontiinae
- Prosthetopinae